# Foho-Ai-Lico
Foho-Ai-Lico (Foho Ailiku, Foe-Ai-Lico, ehemals Beikala, Beicala) ist ein osttimoresischer Suco im Verwaltungsamt Hato-Udo (Gemeinde Ainaro).

## Geographie

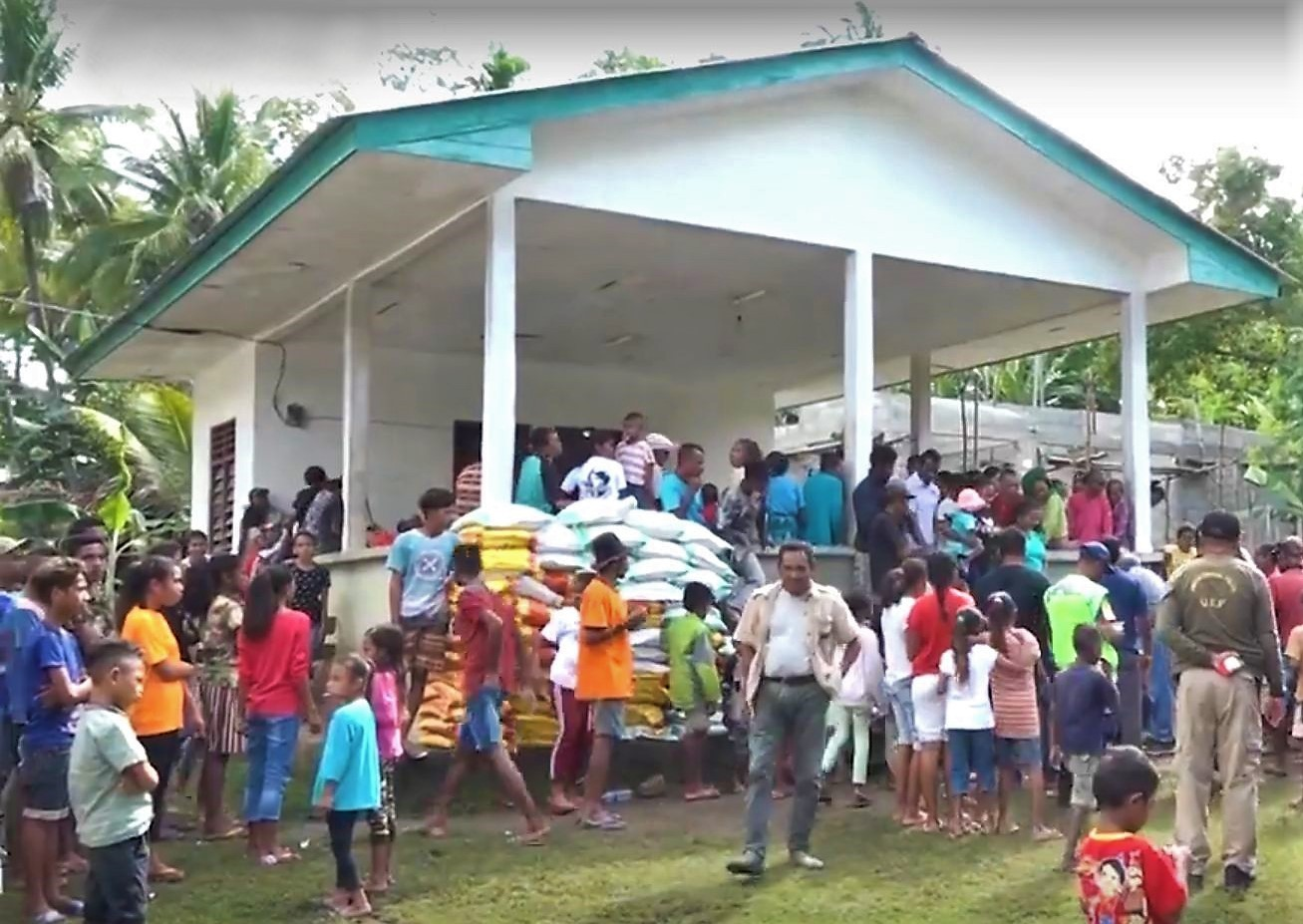
Sitz des Sucos in Beikala

Foho-Ai-Lico bildet den Osten des Verwaltungsamtes Hato-Udo. Im Westen grenzt es an den Suco Leolima. In Norden und Osten liegt das Verwaltungsamt Same (Gemeinde Manufahi). Im Norden bildet die Grenze zu den Sucos Grotu, Dai-Sua und der Aldeia Lapuro (Suco Babulo) der Fluss Aiasa. Dieser mündet in den Caraulun, der den Osten von Foho-Ai-Lico vom Suco Betano trennt. Den südlichsten Punkt des Sucos bildet das Kap Ponta Lalétec. Hier trifft Foho-Ai-Lico auf die Timorsee. Im Südteil des Sucos fließt der Fluss Ukasa in einem Bogen von Nord nach Süd in das Meer. Foho-Ai-Lico hat eine Fläche von 117,31 km² und teilt sich auf in die sechs Aldeias Ailora, Ainaro-Quic (Ainaro Quic, Ainaro Kii), Baha, Lebo-Mera (Lebumera, Lehumera), Lesso (Lesu) und Raimerlau.
Die südliche Küstenstraße, eine der wichtigsten Überlandstraßen des Landes, führt etwas versetzt im Landesinneren, quer durch den Suco. An ihr liegen die meisten Orte des Sucos. Dies sind von West nach Ost: Bismata, Lesso, Groto, Maulico, Ailora, Boramba, Fatualas, Beikala, Kulolola, Beko und Kaisera (Caisero, Caesero). Bei Kaisera verlässt die Küstenstraße den Suco über eine Brücke über den Aiasa. In Beikala zweigt eine Straße nach Süden ab. An ihr liegen von Nord nach Süd die Orte Lebo-Mera, Lale, Bemalai, Rate Cnua Bahawain (Barialaran), Fatukabelak, Bobe, Akarlaran (Akarloran), Karsabar, Aimorbada und Fatumeta. Eine zweite Straße nach Süden beginnt in Ailora und führt nach Bekumu und am Ukasa nach Buifu (Bui Fu) und Akadirularan. Im äußersten Südosten befinden sich verstreut die Häuser des Dorfes Gulala. Vor allem im Osten gibt es noch zahlreiche einzeln stehende Häuser in Richtung der Flüsse.
Der Sitz des Sucos liegt in Baikala. Grundschulen gibt es in Bismata, Lesso, Fatualas, Kaisera, Bobe, Fatumeta und Buifu. In Ailora steht die Sekundarschule (SMA) Hato-Udo. Außerdem befindet sich in Ailora das Hospital Ailora, Bobe hat eine Klinik. Die Kapelle Sagrado Coraçāo de Jesus liegt in Lesso, in Kaisera die Kapelle Kaisera.

## Einwohner
Im Suco leben insgesamt 5.224 Menschen (2022), davon sind 2.754 Männer und 2.470 Frauen. Im Suco gibt es 1.033 Haushalte. Die Mehrheit der Einwohner sprechen als Muttersprache Bunak, sonst ist die Nationalsprache Mambai im Verwaltungsamt üblich. Die Bunak wanderten in der portugiesischen Kolonialzeit nach Streitigkeiten mit anderen Bunakgruppen aus dem westlichen Ainaro hier ein. Neben der katholischen Mehrheit gibt es hier auch eine protestantische Minderheit.

## Geschichte
Quei-Bere, timoresischer Chef von Foho-Ai-Lico schlug sich im Zweiten Weltkrieg auf der Japaner. Als Aleixo Corte-Real, Liurai von Soro, im Kampf gegen die Invasoren aus seinem Heimatort fliehen musste, bot Quei-Bere am 5. Mai 1943 Dom Aleixo Schutz in Hato-Udo. Noch am selben Tag erschienen japanische Truppen und pro-japanische Timoresen (Colunas Negras) und nahmen Dom Aleixo und sein Gefolge gefangen und brachten sie um.

## Politik
Bei den Wahlen von 2004/2005 wurde Alberto M. Celo zum Chefe de Suco gewählt. Bei den Wahlen 2009 gewann Eduardo G. da Silva und 2016 Deonato de Araújo. 2023 folgte Filomeno da Costa.

## Wirtschaft
2011 erhielt der Suco von der Regierung Solarmodule zur Stromversorgung. 2023 erhielten 48 Haushalte einen Anschluss an das Stromnetz.